# Томашівський (зупинний пункт)
Томаші́вський — пасажирський залізничний зупинний пункт Лиманської дирекції Донецької залізниці.
Розташований на крайньому північному заході Лисичанська (присадибні ділянки), Сіверськодонецький район, Донецької області на лінії Переїзна — Новодружівська між станціями Переїзна (3 км) та Новодружівська (2 км).
На зупинному пункті не здійснюються пасажирські перевезення.